# Ото Хайнрих фон Цинцендорф и Потендорф
Ото Хайнрих фон Цинцендорф и Потендорф (на немски: Otto Heinrich, Herr von Zinzendorf und Puttendorf; * 1605, Потендорф, Долна Австрия; † 28 март 1655, Виена) от род Цинцендорф, е фрайхер, господар на Цинцендорф-Потендорф в Долна Австрия.

## Произход и титла
Той е вторият син на фрайхер Йохан Йоахим фон Цинцендорф-Потендорф (* 15 септември 1570; † 29 януари 1626, Карлсбах) и съпругата му Мария Юта (Юдит) фон Лихтенщайн-Фелдсберг (* 18 април 1575; † 6 март 1621, Карлсбах), дъщеря на Хартман II фон Лихтенщайн (* 6 април 1544; † 11 октомври 1585) и графиня Анна Мария фон Ортенбург (* 1547; † 16 декември 1601). Майка му е сестра на 1. княз Карл I фон Лихтенщайн (1569 – 1627). Брат му Георг Хартман фон Цинцендорф (* 1603; † 24 август 1632, Инголщат) е фрайхер на Потендорф, Карлсбах, Васен и Карщетен.
Баща му купува през 1612 г. Карлсбах в Долна Австрия. На 16 ноември 1662 г. родът е издигнат на австрийски наследствен граф. Синът му Максимилиан Еразмус фон Цинцендорф-Потендорф (1633 – 1672) е издигнат на имперски граф.

## Фамилия
Ото Хайнрих се жени на 4 май 1627 г. във Фрайдег, Долна Австрия, за фрайин Анна Аполония фон Целкинг (1603 – 1646), господарка на Дюрнщайн и Тал Вахау, дъщеря на фрайхер Кристоф Вилхелм фон Целкинг († 27 април 1631) и графиня Естер фон Хардег-Глац (* ок. 1567; † пр. 1614). Те имат две деца, син и дъщеря:
- Максимилиан Еразмус фон Цинцендорф-Потендорф (* 29 юни 1633, Виена; † 21 юли 1672, Нюрнберг), граф, женен на 26 август 1659 г. за фрайин Анна Амалия фон Дитрихщайн-Холенбург (* 28 октомври 1638, Нюрнберг; † 15 август 1696, Нюрнберг)
- Ева Сузана фон Цинцендорф (* 29 март 1636, Потендорф; † 29 януари 1709, Бреслау, Полша), фрайин, омъжена на 20 февруари 1655 г. във Виена за граф Рудолф фон Зинцендорф-Рейнек (* 1620, Ернстбрун; † 2 септември 1677, Виена), син на фрайхер Августин фон Зинцендорф (1590 – 1642) и фрайин Елизабет фон Траутмансдорф (1587 – 1653)